# Euphorbia clandestina
Euphorbia clandestina Jacq. es una especie fanerógama perteneciente a la familia Euphorbiaceae. Es endémica de Sudáfrica.  

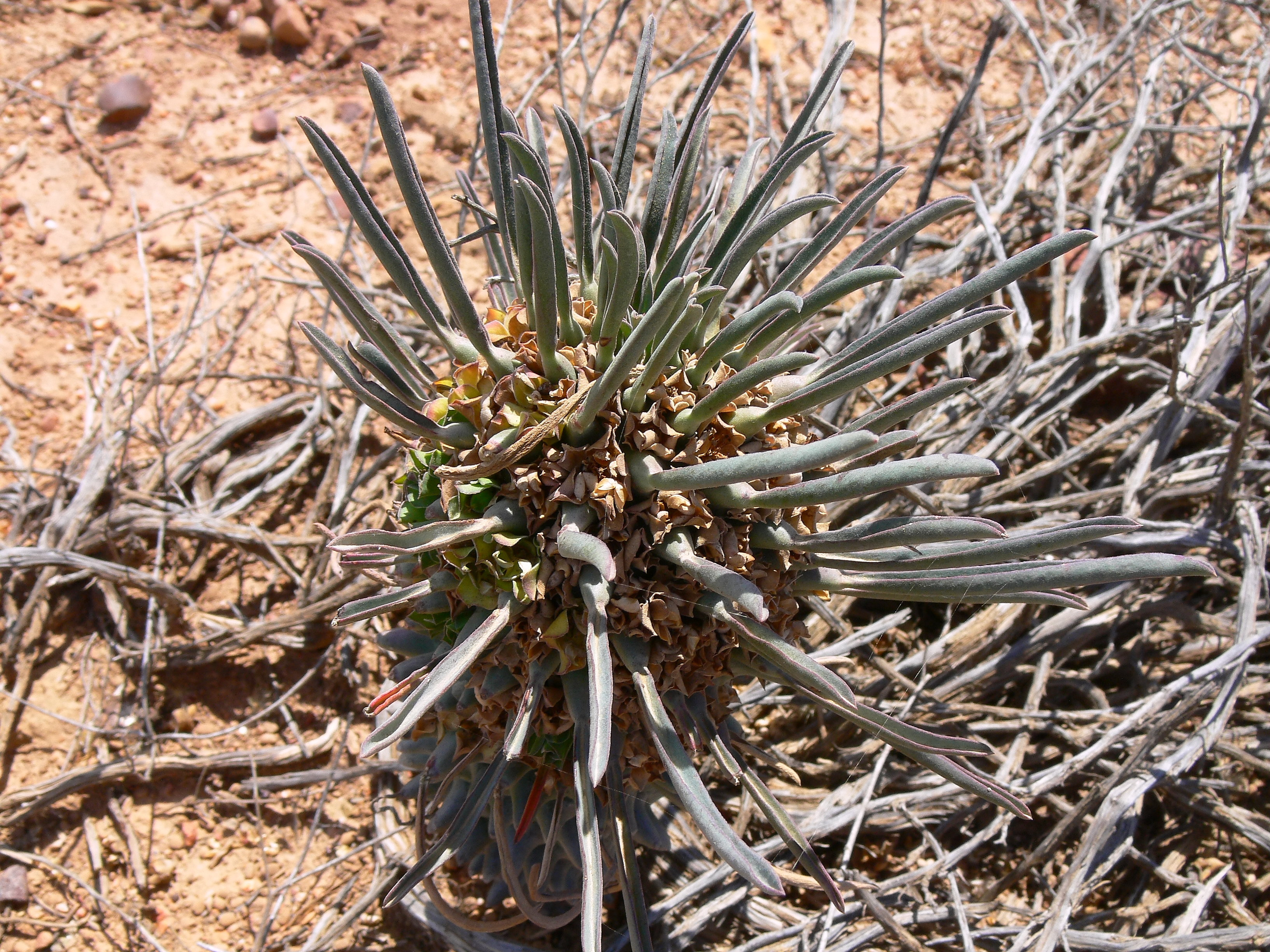
Vista de la planta

## Descripción
Es una  planta unisexual, con tallos subglobosos, cilíndricos u obovoides, que alcanza un  tamaño de hasta 20 cm de altura, con tubérculos color café  o de color marrón-verde; hojas en un penacho en el ápice del tallo,  espatuladas -lanceoladas, agudas, disminuyendo en un peciolo bastante largo,  de hojas caducas; las inflorescencias en pedúnculos, solitarias en las axilas de las hojas,  lleva un par de brácteas del involucro y una en el ápice; los frutos en forma de cápsulas con semillas  ovoides, puntiagudas, lisas, de color marrón grisáceo pálido.

## Taxonomía
Euphorbia clandestina fue descrita por Nikolaus Joseph von Jacquin y publicado en Plantarum Rariorum Horti Caesarei Schoenbrunnensis 4: 43. 1804.
Etimología
Euphorbia: nombre genérico que deriva del médico griego del rey Juba II de Mauritania (52 a 50 a. C. - 23), Euphorbus, en su honor – o en alusión a su gran vientre –  ya que usaba médicamente Euphorbia resinifera. En 1753 Carlos Linneo asignó el nombre a todo el género.
clandestina: epíteto latino que significa "oculto".